# Мао, Филипп
Филипп Мао (фр. Philippe Mao; род. 16 января 1968, Руан, Франция) — французский тренер и функционер.

## Биография
Работал с юношескими и молодежными командами «Анже» и «Нанта». 3 декабря 2016 года, после ухода Рене Жирара, Мао временно исполнял обязанности наставника «канареек» в матче Лиги 1 против «Генгама» (0:2). Позднее уже не возвращался к тренерской деятельности, продолжая при этом работать в «Нанте». Специалист занимал должность директора скаутского отдела клуба, а затем он стал спортивным координатором.

## Семья
Отец Марсель Мао (род. 1937). также занимался футболом. После окончании карьеры он стал тренером. В разные годы Мао-старший руководил сборными Уоллиса и Футуны, Новой Каледонии и Чада.